# Campionato oceaniano maschile di pallamano 2012
Il Campionato oceaniano maschile di pallamano 2012 è stata la 5ª edizione del torneo organizzato dalla Oceania Handball Federation, valido anche come qualificazione al Campionato mondiale maschile di pallamano 2013. Il torneo si è svolto dal 22 al 23 giugno 2012 a Sydney, in Australia. L'Australia ha vinto il titolo per la quarta volta battendo la Nuova Zelanda.
Australia e Nuova Zelanda hanno giocato due gare di andata e ritorno per determinare il vincitore.

## Risultati
| Squadra 1 | Totale | Squadra 2     | Andata | Ritorno |
| --------- | ------ | ------------- | ------ | ------- |
| Australia | 62–20  | Nuova Zelanda | 31–10  | 31–10   |

### Andata
| Arbitri: | Saleh Banatraf Mansour Al-Suwaidi |

|                   |           |          |
| Calvert, Krajnc 5 | Marcatori | 3 Palmer |

### Ritorno
| Arbitri: | Saleh Banatraf Mansour Al-Suwaidi |

|           |           |                  |
| Calvert 8 | Marcatori | 2 Bradley, McKay |